# Smør- og Fedtmosen
55°45′04″N 12°26′22″Ø / 55.75111°N 12.43944°Ø
Smør- og Fedtmosen er et fredet mose- og engområde i Herlev og Gladsaxe kommuner. Området omfatter ca. 150 hektar  og består af 4 delområder
- Den østlige, større og ganske våde mose "Smørmosen" som ligger delt mellem Herlev og Gladsaxe kommuner. Her udspringer Værebro Å og tidligere havde også Kagsåen sit udspring her
- Den vestlige, mindre og noget mere tørre "Fedtmosen" som ligger helt i Gladsaxe kommune nord for Værebro Å (der her udgør kommunegrænsen)
- "Feddet" som er et gammelt markområde mellem Smør- og Fedtmosen liggede nord for Værebro Å
- Hjortespring mark som ligger helt i Herlev kommune og er et tidligere mark-område der nu henligger som eng

Moserne ligger i bunden af en bred tunneldal i et dødisområde og er opstået som kildevæld i de lavninger, der fremkom ved isens afsmeltning i slutningen af sidste istid. Dele af området har været fredet siden 1943.
Omkring midten af 1700-tallet blev mosen udskiftet i små lodder, som herefter blev anvendt til jagt, græsning og tørvegravning. De mange små vandhuller, der opstod, var typisk forbundet af små grøfter og afvandingskanaler og adskilt af små forhøjninger i terrænet. Udskiftningen af mosen skete over længere tid, hvilket sandsynligvis har haft betydning for graden af tilgroning, således at de senest udskiftede lodder i dag er de mest vandfyldte.
Der har været gravet tørv i området op til midten af 1900-tallet, og de mange søer i området er hovedsageligt opstået som vandfyldte tørvegrave.

## Smørmosen
Smørmosen omfatter områdets vådeste dele hvor man finder den største sø hvor Værebro Å har sit udspring, og de mest våde moseområder med stærkt begrænset farbarhed. Området består hovedsageligt af rørskov, pile- og elle-krat med forekomster af kærmose og mindre områder med eng, birke- og tjørnekrat. I den sydlige vådeste del som ligger i Herlev kommune, er opstillet et fugletårn. På det nordligste, tørreste areal findes lidt ældre bebyggelse. I den nordligste halvdel findes en del stier. Mod øst afgrænses området af Hillerødmotorvejen. I Smørmosen er der fundet en boplads fra ældre stenalder samt en udhulet stammebåd, som i dag er udstillet på Nationalmuseet, samt årer, lerkar og knogler fra jernalderen. Indgik i den oprindelige fredning fra 1943.

## Fedtmosen
Fedtmosen er mere tør og der er kun ganske få områder med rørskov og kærmose, samt nogle mindre åbne søer. Området består hovedsageligt af engmose samt pile-, birke- og tjørnekrat. Den grænser op til den østligste del af villakvarteret langs Værebrovej. Indgik i den oprindelige fredning fra 1943.

## Feddet
Feddet er et højere beliggende område mellem Smør- og Fedt-moserne. Området er en eng med spredt bebyggelse, herunder en mindre gård. Her ligger også områdets højeste punkt, Rævebakke, med 29 m.o.h. Også dette område indgik i fredningen fra 1943, men sådan at eksisterende landbrug kan drives videre, men der må ikke opføres nye bygninger eller drives mere intensive former for landbrug. Området skønnes af være af arkæologisk interesse da det har ligget over vandspejlet siden stenalderen. Her krydser den gamle vej Gråpilevej Værebro Å over den lige så gamle Klavsdal Bro (se herunder).

## Hjortespring mark
Området syd for de 2 moser og nord for Klausdalsbrovej udgøres af markerne for de 2 gårde, Kildegården og Klavsdal. Her blev drevet landbrug indtil 2003/2004 hvor også dette område blev fredet. På dette tidspunkt havde der ikke været drevet egentligt landbrug i mange år på Klavsdal, der nu er kommunal aktivitetsejendom kaldet Klauzdal. Men Kildegården var fungerende landbrug helt op til fredningen, og er nu naturcenter.. Her ligger desuden "Træbanken", som indtil 1992 var ejet af Københavns Kommune, og blev brugt til dyrkning af træer til kommunens veje, parker og institutioner. Træbanken er i dag en botanisk park, og rummer mange af de mest almindelige træer og buske i Danmark .